# Canton de Coudekerque-Branche
Le canton de Coudekerque-Branche est une circonscription électorale française, située dans le département du Nord et la région Hauts-de-France.
À la suite du redécoupage cantonal de 2014, les limites territoriales du canton sont remaniées. Le nombre de communes du canton passe de 3 à 10.

## Histoire
Le canton est créé par le décret du 4 février 1982 par un redécoupage de l'ancien Canton de Dunkerque-Est.
Par le décret no 2014-167 du 17 février 2014 les cantons du département du Nord sont réorganisés. Le canton de Coudekerque-Branche voit son nombre de communes augmenter avec les communes d'Armbouts-Cappel, Bergues, Bierne et Steene qui formaient avec d'autres communes l'ancien Canton de Bergues, les communes de Téteghem et Uxem du Canton de Dunkerque-Est et enfin les communes de Cappelle-la-Grande du Canton de Dunkerque-Ouest et Spycker de l'ancien Canton de Bourbourg mais en perdant la zone de Dunkerque (Dunkerque-Centre, Malo-les-Bains-centre, Rosendaël-Centre).

## Représentation

### Représentation de 1982 à 2015
| Période | Période | Identité        | Étiquette | Qualité |
| ------- | ------- | --------------- | --------- | --- |
| 1982    | 1985    | André Delattre  | PS        | Directeur d'école, Député de la 13e circonscription du Nord de 1988 à 1993, Maire de Coudekerque-Branche de 1976 à 2008, Vice-président de la Communauté urbaine de Dunkerque de 1977 à 2008, Conseiller général du Canton de Dunkerque-Est de 1979 à 1982.                                                                           |
| 1985    | 1998    | Emmanuel Dewees | RPR       | Avocat au Barreau de Dunkerque, Député de la 13e circonscription du Nord de 1993 à 1997. 3e adjoint au maire de Dunkerque de 1983 à 1989, Ancien Président de l'ADUGES (Association Dunkerquoise de Gestion des Équipements Sociaux) de 1978 à 1989, Conseiller communautaire à la Communauté urbaine de Dunkerque de 1983 à 2001     |
| 1998    | 2015    | Joël Carbon     | PS        | Ancien secrétaire général de la mairie de Coudekerque-Branche, Adjoint au Maire de Coudekerque-Branche de 2001 à 2008, Conseiller Délégué à la Communauté urbaine de Dunkerque de 2001 à 2008, Conseiller municipal de Coudekerque-Branche depuis 2008, Conseiller communautaire à la Communauté urbaine de Dunkerque de 2008 à 2014. |

### Représentation à partir de 2015
| Période élective | Période élective | Mandat | Mandat   | Identité                  | Nuance | Nuance | Qualité |
| ---------------- | ---------------- | ------ | -------- | ------------------------- | ------ | ------ | --- |
| 2015             | 2021             | 2015   | 2021     | Isabelle Marchyllie Bulté |        | PS     | Coordinatrice en Centre Social Conseillère municipale, Ancienne Adjointe au Maire de Cappelle-la-Grande, Conseillère Commaunautaire à la Communauté urbaine de Dunkerque depuis 2014. |
| 2015             | 2021             | 2015   | 2021     | Benoit Vandewalle         |        | MRC    | Directeur financier à la mairie de Leffrinckoucke 1er Adjoint au Maire de Coudekerque-Branche depuis 2008.                                                                            |
| 2021             | 2028             | 2021   | en cours | Barbara Bailleul          |        | DVG    | Professeure des écoles Adjointe au maire de Coudekerque-Branche depuis 2008. |
| 2021             | 2028             | 2021   | en cours | Julien Gokel              |        | PS     | Maire de Cappelle-la-Grande depuis 2020. |

### Résultats détaillés

#### Élections de mars 2015
À l'issue du 1er tour des élections départementales de 2015, deux binômes sont en ballottage : Merlin Emond et Anita Ginko (FN, 36,38 %) et Isabelle Bulté et Benoît Vandewalle (PS, 28,46 %). Le taux de participation est de 51,69 % (20 246 votants sur 39 168 inscrits) contre 46,81 % au niveau départemental et 50,17 % au niveau national.
Au second tour, Benoît Vandewalle et Isabelle Bulté (PS) sont élus avec 54,37 % des suffrages exprimés et un taux de participation de 52,08 % (10 013 voix pour 20 398 votants et 39 168 inscrits).
Benoît Vandewalle est membre de la GRS.

#### Élections de juin 2021
Le premier tour des élections départementales de 2021 est marqué par un très faible taux de participation (33,26 % au niveau national). Dans le canton de Coudekerque-Branche, ce taux de participation est de 35,06 % (13 864 votants sur 39 544 inscrits) contre 30,39 % au niveau départemental. À l'issue de ce premier tour, deux binômes sont en ballottage : Barbara Bailleul et Julien Gokel (Union à gauche, 42,62 %) et Juliette Jonckheere et Paul-Loup Tronquoy (Union à droite, 26,73 %).
Le second tour des élections est marqué une nouvelle fois par une abstention massive équivalente au premier tour. Les taux de participation sont de 34,36 % au niveau national, 31,01 % dans le département et 35,15 % dans le canton de Coudekerque-Branche. Barbara Bailleul et Julien Gokel (Union à gauche) sont élus avec 56,73 % des suffrages exprimés (7 287 voix pour 13 900 votants et 39 549 inscrits),,. 

## Composition

### Composition avant 2015

Canton de Coudekerque-Branche de 1985 à 2015

Le canton de Coudekerque-Branche se composait des communes de Coudekerque-Branche, Coudekerque-Village ainsi que la portion de territoire de la ville de Dunkerque délimitée, à l'Ouest, par le port d'échouage (jusqu'au niveau de la place du Minck), par l'axe des voies suivantes : rue Jean-Jaurès (jusqu'à la place Charles-Valentin), rue Clémenceau (jusqu'à la place Jean-Bart), rue Nationale, rue de Beaumont, rue de Furnes (jusqu'au quai des Jardins), le canal Exutoire (jusqu'à la station d'épuration) ; à l'Est, par l'axe des voies suivantes : rue du Général-Hoche, rue des Poilus, rue Gaspard-Neuts, boulevard de la République ; par les voies ci-après : rue Albert-Camus (comprise) jusqu'à la place Voltaire (comprise), rue Voltaire (comprise) jusqu'à la place des Martyrs-de-la-Résistance (comprise), rue Coubertin (comprise), rue Félix-Coquelle, rue Jacobsen (non comprise), rue Paul-Machy (exclue) jusqu'à la voie ferrée, la voie ferrée, la rue Félix-Coquelle (comprise) jusqu'à la limite de la ville de Téteghem. Le chef-lieu de ce canton est fixé à Coudekerque-Branche. 
| Nom                             | Code Insee | Intercommunalité         | Population (dernière pop. légale)                |
| ------------------------------- | ---------- | ------------------------ | ------------------------------------------------ |
| Coudekerque-Branche (chef-lieu) | 59155      | CU de Dunkerque          | 21 685 (2014)                                    |
| Dunkerque                       | 59183      | CU de Dunkerque          | Fraction : 23 829 (2012) Commune : 89 160 (2014) |
| Coudekerque-Village             | 59154      | Dunkerque Grand Littoral | 1 250 (2013)                                     |

### Composition depuis 2015
Lors du redécoupage de 2014, le canton de Coudekerque-Branche regroupait 10 communes entières.
À la suite de la fusion de Téteghem et Coudekerque-Village au 1er janvier 2016 pour former Téteghem-Coudekerque-Village, le canton compte désormais neuf communes entières.
| Nom                                         | Code Insee | Intercommunalité        | Superficie (km2) | Population (dernière pop. légale) | Densité (hab./km2) | Modifier                                    |
| ------------------------------------------- | ---------- | ----------------------- | ---------------- | --------------------------------- | ------------------ | ------------------------------------------- |
| Coudekerque-Branche (bureau centralisateur) | 59155      | CU de Dunkerque         | 9,14             | 20 833 (2022)                     | 2 279              | modifier les données · modifier les données |
| Armbouts-Cappel                             | 59016      | CU de Dunkerque         | 10,15            | 2 097 (2022)                      | 207                | modifier les données · modifier les données |
| Bergues                                     | 59067      | CC des Hauts de Flandre | 1,32             | 3 543 (2022)                      | 2 684              | modifier les données · modifier les données |
| Bierne                                      | 59082      | CC des Hauts de Flandre | 11,04            | 1 744 (2022)                      | 158                | modifier les données · modifier les données |
| Cappelle-la-Grande                          | 59131      | CU de Dunkerque         | 5,46             | 7 865 (2022)                      | 1 440              | modifier les données · modifier les données |
| Spycker                                     | 59576      | CU de Dunkerque         | 9,19             | 1 725 (2022)                      | 188                | modifier les données · modifier les données |
| Steene                                      | 59579      | CC des Hauts de Flandre | 10,28            | 1 385 (2022)                      | 135                | modifier les données · modifier les données |
| Téteghem-Coudekerque-Village                | 59588      | CU de Dunkerque         | 30,44            | 8 272 (2022)                      | 272                | modifier les données · modifier les données |
| Uxem                                        | 59605      | CC des Hauts de Flandre | 8,27             | 1 524 (2022)                      | 184                | modifier les données · modifier les données |
| Canton de Coudekerque-Branche               | 5912       |                         | 95,29            | 48 988 (2022)                     | 514                | modifier les données                        |

## Démographie

### Démographie avant 2015

#### Évolutions démographiques
| 1982 | 1990   | 1999   | 2006   | 2011   | 2012   |
| ---- | ------ | ------ | ------ | ------ | ------ |
| -    | 48 651 | 49 506 | 48 136 | 47 244 | 47 091 |

#### Pyramide des âges
Comparaison des pyramides des âges du canton de Coudekerque-Branche et du département du Nord en 2006
| Hommes | Classe d’âge   | Femmes |
| ------ | -------------- | ------ |
| 0,3    | 90 ans et plus | 0,5    |
| 4,1    | 75 à 89 ans    | 8,4    |
| 12,3   | 60 à 74 ans    | 13,6   |
| 20,4   | 45 à 59 ans    | 18,9   |
| 21,8   | 30 à 44 ans    | 21     |
| 20,2   | 15 à 29 ans    | 17,5   |
| 20,8   | 0 à 14 ans     | 20     |

| Hommes | Classe d’âge   | Femmes |
| ------ | -------------- | ------ |
| 0,2    | 90 ans et plus | 0,8    |
| 4,3    | 75 à 89 ans    | 7,9    |
| 10,3   | 60 à 74 ans    | 11,9   |
| 19,7   | 45 à 59 ans    | 19,4   |
| 21,1   | 30 à 44 ans    | 20,1   |
| 22,6   | 15 à 29 ans    | 21     |
| 21,6   | 0 à 14 ans     | 19     |

### Démographie depuis 2015
En 2022, le canton comptait 48 988 habitants, en évolution de −1,23 % par rapport à 2016 (Nord : +0,51 %, France hors Mayotte : +2,11 %).
| 2013   | 2018   | 2022   |
| ------ | ------ | ------ |
| 50 613 | 49 441 | 48 988 |